# Oddný Eir
Oddný Eir Ævarsdóttir (Reykjavík, 28 dicembre 1972) è una scrittrice islandese.

## Biografia
Nata nel 1972 a Reykjavík, vi risiede vicino al mare.
Dopo un Master of Arts in filosofia politica all'Università d'Islanda, ha conseguito un dottorato di ricerca alla Sorbona e all'EHESS.
Ricercatrice museale, traduttrice ed organizzatrice d'eventi d'arte, dirige con il fratello archeologo Uggi Ævarsson la casa editrice "Apaflasa" e ha lavorato per il sito "Náttúra.info".
Vincitrice del Premio letterario dell'Unione europea nel 2014 con l'autobiografico Terreni, ha collaborato alla scrittura di due album della cantante islandese Björk: Biophilia e Vulnicura.

## Opere principali
- Opnun kryppunnar: Brúðuleikhús (2004)
- Gudbjörg Lind, Gudrun Kristjansdottir, Kristin Jonsdottir = Leidin a milli (2007)
- Terreni (Jarðnæði, 2011), Pordenone, Safarà, 2016 traduzione di Silvia Cosimini ISBN 978-88-97561-37-8.

## Premi e riconoscimenti
- Premio Letterario Islandese: 2011 finalista con Terreni
- Icelandic Women’s Literature Prize: 2012 vincitrice con Terreni
- Premio letterario dell'Unione europea: 2014 vincitrice con Terreni